# Дискаверер-3
Дискаверер-3 (англ. Discoverer 3) — американский космический аппарат. Прототип разведывательных спутников серии KH-1, запускавшихся по программе CORONA.

## Конструкция
Спутник был неотделяемым от второй ступени «Аджена» и вместе с ней составлял 5,73 метра в длину и 1,52 метра в диаметре. Корпус изготовлен из магниевого сплава. Полезная аппаратура массой 111 кг располагалась в носовом обтекателе. В самой передней части спутника располагалась возвращаемая капсула массой 88 кг. Капсула имела вид полусферы с диаметром 84 см и длиной 69 см. В капсуле располагался парашют, датчики космических лучей для проверки сохранности фотоплёнки и радиомаяк для обнаружения капсулы после приземления. В отличие от серийных спутников на прототипе не была установлена фотокамера. Вместо неё располагались телеметрические датчики, записывающие около 100 параметров полёта и работы аппарата и передающие их на Землю по 15 каналам.

## Запуск
Запуск Дискаверера-3 прошёл неудачно. После зажигания второй ступени «Аджена» с аппарата пропал телеметрический сигнал.